# Андрієвська Валерія Вікторівна
Валерія Вікторівна Андрієвська (27 жовтня 1938, Лебедин — 18 травня 2020, Київ) — психолінгвістка, кандидат психологічних наук, старший науковий співробітник, завідувачка Лабораторії науково-психологічної інформації Інституту психології ім. Г. С. Костюка НАПН України. Автор понад 190 наукових праць.

## Життєпис
Валерія Андрієвська народилась 27 жовтня 1938 року у Лебедині на Харківщині. 1955 року закінчила середню школу у місті Кременець.
У 1955—1960 роках навчалась на романо-германському відділенні філологічного факультету Київського державного університету імені Т. Г. Шевченка. У 1960—1962 роках працювала вчителькою французької мови в Тернопільській області. 1965 року закінчила аспірантуру при НДІ психології АН УРСР. Дисертацію на здобуття наукового ступеня кандидата психологічних наук на тему «Психологічні особливості формування граматичних узагальнень на початковому етапі навчання іноземній мові» захистила у Москві 1968 року. Після захисту дисертації залишилася працювати в інституті. Через кілька років отримала посаду старшої наукової співробітниці.
Андрієвська спілкувалася з українською інтелігенцією: Надією, Леонідою та Іваном Світличними, Аллою Горською, Василем Стусом, Вірою та Василем Лісовими, Опанасом Заливахою, Ніною та Валерієм Марченками, Михайлиною Коцюбинською, Іваном Дзюбою та іншими. Читала, передавала за кордон і розповсюджувала матеріали самвидаву. Тричі у помешканні Андрієвської проводились обшуки: у січні 1972 року — після арешту чоловіка Євгена Сверстюка, 1979 року — узв'язку зі справою Петра Розумного, 1981 року — Оксани Мешко. 1982 року за зв'язки з інтелігенцією та розповсюдження самвидаву Андрієвську було звільнено з Інституту психології. Протягом року вона не могла знайти роботу, після чого поновилася — спочатку на посаді інженерки.
Наукові інтереси охоплюють проблеми мови і культури, мовлення і мислення, психологічної герменевтики, термінологічного апарату психології, наукового текстотворення. Була фахівчинею у галузі термінологічної компаративістики, зокрема стосовно зіставлення української психологічної лексики з психологічною термінологією англійською, німецькою, російською та французькою мовами. Так, 1997 року В. В. Андрієвська опублікувала «Французько-український словник психологічних термінів» (Київ: Видавництво «Сфера»), готувала до видання п'ятимовний психологічний словник.
Працювала в Інституті психології в лабораторіях психології навчання, психології користувачів ЕОМ, лабораторії професійної орієнтації (для практичних психологів розробила авторську методику і опублікувала «Практичні вказівки з використання методики оцінки мовної компетенції» (1993), в лабораторії мислення молодшого школяра, очолюваній Г. С. Костюком. Тут вона взяла участь в написанні таких монографій, як «Мислення в діяльності молодшого школяра» (під ред. Г. С. Костюка і Г. О. Балла, 1981), «Учебный материал и учебные ситуации» (укр. «Навчальний матеріал та навчальні ситуації», 1991).
Валерія Андрієвська є співавторкою (разом з Ю. І. Машбицем та О. Ю. Коміссаровою) монографії «Диалог в обучающей системе» (укр. Діалог у навчальній системі, 1989).
У Лабораторії науково-психологічної інформації працювала з перших днів її створення, спочатку на посаді старшої наукової співробітниці, згодом (з 1995 року) — як її завідувачка.
В рамках НДР Лабораторії науково-психологічної інформації В. В. Андрієвська розробила концептуальну модель процесу наукового текстотворення, мультидискурсу модель мовно-мовленнєвої компетентності професійного психолога, виявила залежність усвідомлення молодим педагогом сенсу і цінностей своєї професійної діяльності від наративної презентації ним власного досвіду.

Могила Валерії Андрієвської та Євгена Сверстюка, Байкове кладовище

Вся наукова діяльність Валерії Андрієвської пов'язана з Інститутом психології імені Г. С. Костюка НАПН України, в якому відбувалось становлення і розвиток її наукового обдаровання у науковій школі академіка Григорія Костюка. В. В. Андрієвська зібрала й упорядкувала спогади про свого учителя («Г. С. Костюк — особистість, вчений, громадянин. До 110-ї річниці від дня народження / За ред. акад. С. Д. Максименка. — К.: Ніка-Центр, 2010»), була членом редколегії (разом з Г. О. Баллом, О. Т. Губком, О. В. Проскурою) під час підготовки до друку його праць російською («Избранные психологические труды», укр. «Вибрані психологічні праці», 1988) та українською («Навчально-виховний процес і психічний розвиток особистості», 1989) мовами. 4 роки працювала вченою секретаркою спеціалізованої ради, є науковою редакторкою численних збірників наукових праць із загальної, вікової та педагогічної психології.
Авторка понад 190 наукових праць, серед них розділи колективних монографії, статті, відомі серед освітньої громадськості довідники.
Разом із закордонним членом НАПН України Романом Трачем Валерія Андрієвська здійснила наукове редагування перекладу з німецької мови праці німецького психолога Філіпа Лерша «Пролегомени до психології як людинознавчої науки» (2008) та «Структура особи» (2014). Є авторкою і упорядницею Психологічного довідника учителя в 4-х книгах, редакторкою монографій: Психологічні особливості творення наукового тексту, Мова і мовлення в просторі наукової і практичної діяльності психолога, Методологічні проблеми трансформації комунікативної компетентності психолога в інформаційному суспільстві.
Померла на 82-му році життя 18 травня 2020 року. Похована разом із чоловіком на Байковому кладовищі (ділянка № 33, 50°25′8.4″ пн. ш. 30°30′10.9″ сх. д. / 50.419000° пн. ш. 30.503028° сх. д.).

## Нагороди
- Нагрудний знак «Відмінник освіти України», 28 квітня 2004
- Почесною грамотою Верховної Ради України, 27 липня 2010
- Знак «Ушинський К. Д.», 14 листопада 2013 року